# Cocktail Master
Cocktail Master je  hrvatska reality televizijska emisija koja je s prikazivanjem započela 24. ožujka 2025. na RTL-ovoj streaming platformi Voyo.

## Format
Emisija je koncipirana kao natjecanje barmena koji se bore za titulu najboljeg miksologa. Pred njih su stavljeni razni izazovi pripreme koktela koji testiraju njihovu kreativnost, talent i brzinu, a stručni žiri odlučuje o pobjedniku. Pobjednik osvaja glavnu novčanu nagradu od 30.000 eura.
Natjecanje se održava u pet gradova u regiji: Zagreb, Sarajevo, Beograd, Skoplje i Ljubljana.

### Žiri
- Mario Majcen[4]
- Filip Lipnik[4]
- Tijana Klajn[4]

## Natjecatelji
U nastavku je popis top 5 natjecatelja koji su se kvalificarli u natjecanje iz pojedine zemlje. 
| Zemlja              | Natjecatelj | Dob | Grad              | Rezultat                          |
| ------------------- | ----------- | --- | ----------------- | --------------------------------- |
| Bosna i Hercegovina | Dalibor     | 36  | Sarajevo          | Još nije najavljeno               |
| Hrvatska            | Hrvoje      | 31  | Zagreb            | Još nije najavljeno               |
| Bosna i Hercegovina | Ivan        |     |                   | Još nije najavljeno               |
| Bosna i Hercegovina | Josip       | 29  | Vitez             | Još nije najavljeno               |
| Hrvatska            | Leon        | 18  | Zagreb            | Još nije najavljeno               |
| Hrvatska            | Svjetlana   | 47  | Strmec Samoborski | Još nije najavljeno               |
| Hrvatska            | Tomislav    | 35  | Šibenik           | Još nije najavljeno               |
| Bosna i Hercegovina | Žarko       | 34  | Sarajevo          | Još nije najavljeno               |
| Hrvatska            | Andrija     | 29  | Split             | Eliminiran u prvom krugu (1. ep.) |
| Bosna i Hercegovina | Edis        | 39  | Sarajevo          | Eliminiran u prvom krugu (2. ep.) |

## Epizode
| Br.                                  | Naslov       | Nadnevak prikazivanja |
| ------------------------------------ | ------------ | --------------------- |
| 1.                                   | "1. epizoda" | 24. ožujka 2025.      |
| Prva epizoda održala se u Zagrebu.   |              |                       |
| 2.                                   | "2. epizoda" | 25. ožujka 2025.      |
| Druga epizoda održala se u Sarajevu. |              |                       |
| 3.                                   | "3. epizoda" | 26. ožujka 2025.      |
| 4.                                   | "4. epizoda" | 27. ožujka 2025.      |
| 5.                                   | "5. epizoda" | 28. ožujka 2025.      |

## Vanjske poveznice
- Službena stranica televizijske emisije Cocktail Master
- Cocktail Master u internetskoj bazi filmova IMDb-a